# Джордж Геслоп
Джордж Геслоп (англ. George Heslop, 1 липня 1940 — 17 вересня 2006) — англійський футболіст, що грав на позиції захисника, зокрема за «Манчестер Сіті», у складі якого вигравав низку національних трофеїв та Кубок володарів кубків УЄФА.

## Ігрова кар'єра
У дорослому футболі дебютував 1960 року виступами за команду «Ньюкасл Юнайтед», в якій провів два сезони, взявши участь у 27 матчах чемпіонату, згодом протягом 1962—1965 років був гравцем «Евертона», який 1963 року вигравав першість Англії та Суперкубок країни.
Проте сам гравець не розглядався в «Евертоні» як основний і 1965 року перейшов до друголігового на той час «Манчестер Сіті». За результатами першого ж сезону у клубі допоміг йому підвищитися до головного футбольного дивізіону Англії, а згодом був важливим гравцем команди з Манчестера протягом наступних шести сезонів. За цей період «містяни» спочатку вибороли титул чемпіонів Англії, згодом стали володарями Кубка Англії, а 1970 року стали тріумфаторами розіграшів Кубка англійської ліги та Кубка володарів кубків УЄФА.
1972 року провів декілька ігор за південноафриканський «Кейптаун Сіті», після чого перейшов до «Бері», де провів свій останній повноцінний ігровий сезон.
1977 року на декілька ігор повертався на футбольне поле, виступаючи за «Маклсфілд Таун».
Помер 17 вересня 2006 року на 67-му році життя.

## Титули і досягнення
- Чемпіон Англії (2):

«Евертон»: 1962-1963
«Манчестер Сіті»: 1967-1968
- Володар Кубка Англії з футболу (1):

«Манчестер Сіті»: 1968-1969
- Володар Суперкубка Англії з футболу (2):

«Евертон»: 1963
«Манчестер Сіті»: 1968
- Володар Кубка англійської ліги (1):

«Манчестер Сіті»: 1969-1970
- Володар Кубка Кубків УЄФА (1):

«Манчестер Сіті»: 1969-1970